# Шум за сценой
«Шум за сценой» (также «Театр», «Безумные подмостки», «Не шуметь!»; англ. Noises Off) — наиболее известная пьеса Майкла Фрейна, написанная в 1982 году. Обладатель премии имени Лоренса Оливье в номинации «Лучшая новая комедия».

## Сюжет
Пьеса состоит из трёх актов.
Акт первый. В Гранд-театре города Уэстон-сьюпер-Мэр за день до премьеры идёт генеральная репетиции некоего спектакля. Режиссёр постановки, опытный и темпераментный Ллойд Даллас, пытается настроить актёрскую труппу на нужный лад и в последний момент спасает спектакль от провала.
Действие второго акта происходит месяц спустя за кулисами Королевского театра в городе Эштон-андер-Лин. Актёры совершенно не готовы к выходу на сцену и помочь им некому: Ллойд Даллас в Лондоне, где занят режиссурой нашумевшего спектакля «Ричард III». Избежать провала труппе позволяет лишь его внезапное возвращение.
В третьем акте действие переносится в Муниципальный театр города Стоктон-он-Тис, где актёры после десяти недель непрерывных выступлений в последний раз выходят на сцену. Они измождены и устали. Никто не может вспомнить, что и в каком порядке им надо делать на сцене. Спектакль полностью провален. Звучит последняя реплика. Занавес опускается.

## Персонажи
- Ллойд Даллас — режиссёр спектакля.
- Фредерик (Фредди) Феллоуз — актёр, опасающийся насилия и крови.
- Гарри Лежон — заикающийся актёр. Влюблён в Дотти. Мстит Фредди, когда узнаёт о том, что у того был с ней роман.
- Дотти Отли — актриса средних лет. Влюблена в Гарри.
- Белинда Блер — актриса. Влюблена во Фредди.
- Брук Эштон — молодая неопытная актриса из Лондона, бывшая порноактриса. Влюблена в Ллойда.
- Поппи Нортон-Тейлор — ассистент режиссёра. Эмоциональная, влюблена в Ллойда. В конце второго акта признаётся ему, что беременна.
- Селсдон Мовбрэй — пожилой актёр-алкоголик.
- Тимоти (Тим) Олгуд — рабочий-эмигрант.

## Создание и премьера
Идея создания подобной пьесы пришла к Фрейну за просмотром спектакля по собственной пьесе «Двое из нас», главную роль в котором исполняла Линн Редгрейв. Как признавался сам Фрейн, «это выглядело смешнее снаружи, чем изнутри, и в один день я решил написать похожий фарс».
Премьера постановки состоялась в том же 1982 году. И по сегодняшний день «Шум за сценой» ставят в десятках стран мира, в том числе в России и на Украине. В 1992 году режиссёр Питер Богданович экранизировал эту пьесу, в России фильм вышел под названием «Безумные подмостки» (в главных ролях Майкл Кейн и Кристофер Рив).